# المرسوم السماوي (كتاب)
أسماني فيصل أو المرسوم السماوي هو كتاب أردية كتبه ميرزا غلام أحمد في عام 1891 الذي ادعى أنه المسيح الموعود والمهدي، قاديان الهند، ومؤسس الجماعة الإسلامية الأحمدية. نشرت شركة منشورات الإسلام العالمية المحدودة (2006)، "إسلام آباد"، شيفاتش لين، تيلفورد، سري، GU10 2AQ، المملكة المتحدة. (ردمك 1 85372 953 1).

## المحتويات
في عام 1889 بدأ ميرزا غلام أحمد بقبول البدء في جماعته، وقد عارضه بشدة رجال الدين من جميع الأديان. وكان من بين المعارضين اللدودين أحد أهل الحديث المشهورين المولوي سيد نذير حسين (1805 - مايو 1902) (شيخ الكل في الكل) من دلهي وتلميذه المقرب المولوي محمد حسين باتالوي. وقد أصدر مولوي سيد نذير حسين فتوى مفادها أن غلام أحمد كان كافرًا، مما أدى إلى ظهور عدد لا يحصى من الفتاوى الأخرى في جميع أنحاء البنجاب والهند.

### الجلسة السنوية
ويتضمن الكتاب أيضًا إشعارًا بإقامة الجلسة السنوية [الإنجليزية] (المؤتمر السنوي) كل عام في الفترة من 27 إلى 29 ديسمبر. صدر هذا الإخطار في 30 كانون الأول 1891 م.